# ايتور بيريز
ايتور بيريز (بالإسبانية: Aitor Pérez Arrieta)‏ مواليد 24 يوليو 1977 في ثيغاما، إسبانيا، هو دراج إسباني في صنف سباق الدراجات على الطريق.

## روابط خارجية
- ايتور بيريز على موقع الاتحاد الدولي للدراجات (الإنجليزية)
- ايتور بيريز على موقع أرشيف الدراجات (الإنجليزية)
- ايتور بيريز على موقع إحصائيات الدراجات الإحترافية (الإنجليزية)
- ايتور بيريز على موقع نسبة الدراجات (الإنجليزية)